# TT Pro League 2016-17
La TT Pro League 2016-17 (conocida como Digicel Pro League por ser patrocinada por la empresa de telecomunicaciones Digicel) será la décima octava (18.ª) edición de la TT Pro League. 
La temporada comenzó el 30 de septiembre de 2016 y terminó el 3 de febrero de 2017. Esta edición constituyó un torneo corto de adecuación y está hecho para acomodar el calendario y empezar a jugar de abril a diciembre a partir de la temporada 2017. 
Central F. C. ganó el torneo y obtuvo su tercer título.

## Formato
Los diez equipos participantes jugaron entre sí todos contra todos dos veces totalizando dieciocho partidos cada uno; al término de la temporada el primer clasificado se proclamó campeón, mientras que el último clasificado descendió a la TT Superliga Nacional 2017. Los dos primeros clasificados accede a la Copa Caribeña de Clubes Concacaf 2018.

## Equipos participantes
| Pos. | Equipo                    | Ciudad        | Estadio                 | Capacidad |
| ---- | ------------------------- | ------------- | ----------------------- | --------- |
| 1    | Central F. C.             | California    | Ato Boldon Stadium      | 10 000    |
| 2    | San Juan Jabloteh         | San Juan      | Hasely Crawford Stadium | 27 000    |
| 3    | Defence Force             | Chaguaramas   | Hasely Crawford Stadium | 27 000    |
| 4    | W Connection              | Point Lisas   | Manny Ramjohn Stadium   | 10 000    |
| 5    | Ma Pau Stars.1            | Sangre Grande | Sangre Grande Ground    | 7000      |
| 6    | Police F. C.              | Saint James   | Hasely Crawford Stadium | 27 000    |
| 7    | Club Sando                | Couva         | Estadio Ato Boldon      | 10 000    |
| 8    | Point Fortin Civic        | Point Fortin  | Mahaica Oval Pavilion   | 2500      |
| 9    | Morvant Caledonian United | Morvant       | Larry Gomes Stadium     | 10 000    |
| 10   | St. Ann's Rangers         | San Juan      | Hasely Crawford Stadium | 27 000    |

1Ma Pau Stars surgió de la fusión de North East Stars (TT Pro League) y Ma Pau SC (TT Superliga Nacional).

## Tabla de posiciones
Actualizado el 8 de abril de 2018.
| Pos. | Equipo                    | PJ | PG | PE | PP | GF | GC | DG  | Pts. | Clasificado a                                   |
| ---- | ------------------------- | -- | -- | -- | -- | -- | -- | --- | ---- | ----------------------------------------------- |
| 1    | Central F. C.             | 18 | 15 | 2  | 1  | 41 | 14 | +27 | 47   | Campeón y Copa Caribeña de Clubes Concacaf 2018 |
| 2    | W Connection              | 18 | 15 | 1  | 2  | 50 | 13 | +37 | 46   | Copa Caribeña de Clubes Concacaf 2018           |
| 3    | San Juan Jabloteh         | 18 | 9  | 2  | 7  | 32 | 23 | +9  | 29   |                                                 |
| 4    | Ma Pau Stars              | 18 | 8  | 4  | 6  | 33 | 29 | +4  | 28   |                                                 |
| 5    | Club Sando                | 18 | 7  | 4  | 7  | 33 | 34 | −1  | 25   |                                                 |
| 6    | Police F. C.              | 18 | 5  | 5  | 8  | 36 | 35 | +1  | 20   |                                                 |
| 7    | Defence Force             | 17 | 6  | 2  | 9  | 24 | 30 | −6  | 20   |                                                 |
| 8    | St. Ann's Rangers         | 18 | 4  | 5  | 9  | 23 | 39 | −16 | 17   |                                                 |
| 9    | Morvant Caledonian United | 18 | 2  | 6  | 10 | 19 | 32 | −13 | 12   |                                                 |
| 10   | Point Fortin Civic        | 17 | 1  | 3  | 13 | 17 | 59 | −42 | 6    |                                                 |

## Goleadores
- Actualizado el 8 de abril de 2018.[3]

| Pos. | Jugador            | Equipo        | Goles |
| ---- | ------------------ | ------------- | ----- |
| 1    | Akeem Garnet Roach | Club Sando    | 11    |
| 2    | Hashim Arcia       | Defense Force | 10    |
| 2    | Jamille Boatswain  | Defense Force | 10    |
| 2    | Jamal Charles      | W Connection  | 10    |
| 2    | Jameel Perry       | Police F. C.  | 10    |